# Coccobius ineditus
Coccobius ineditus är en stekelart som beskrevs av Prinsloo 1995. Coccobius ineditus ingår i släktet Coccobius och familjen växtlussteklar. Inga underarter finns listade i Catalogue of Life.